# Jakob Göransson
Karl Jakob Agathon Göransson, född 12 september 1840 i Lund, död 15 augusti 1895 vid Ytteråns badanstalt i Jämtland, var en svensk läkare.
Göransson blev student vid Lunds universitet 1859, medicine kandidat vid Uppsala universitet 1868, medicine licentiat 1871 och medicine doktor 1889. Han utnämndes 1879 till andre och 1882 till förste bataljonsläkare vid Kalmar regemente, 1883 till läkare vid krigsskolan i Karlberg samt 1889 till förste bataljonsläkare vid Svea ingenjörsbataljon. Göranssons namn när nära förenat med Röda korset och de av denna förening anordnade samaritkurserna. År 1886 utgav Göransson ett arbete kallat Samaritkurs där han beskriv hur första hjälpen bör lämnas vid olycksfall, och skriften spreds i ett flertal upplagor runt om i landet. Göransson utgav även andra populärmedicinska skrifter och var från 1884 Eugeniahemmets läkare. Han är begravd på Norra begravningsplatsen utanför Stockholm.